# Denethor
II. Denethor A Gyűrűk Ura egyik szereplője.
Gondori helytartó, apját Ecthelionnak hívták. Denethor követte apját a trónon. Két gyereke született, Boromir és Faramir, akik mindketten fontos szerepet játszottak a gyűrűháborúban. A kedvence Boromir volt. Denethor felesége Faramir születésekor meghalt, így egyedül nevelte két gyerekét. Boromir elment Völgyzugolyba, hogy a bölcsek megfejtsenek neki egy álmot. Visszaút közben megölték őt az orkok Parth Galennél, mert meg akarta védeni két társát. Denethor teljesen magába roskadt. 
Amikor kitört a háború Minas Tirithben, akkor elküldte a csatába kisebbik fiát, Faramirt. Ő elvállalta, bár a biztos halálba rohant. Végül csak megsebesült és visszavitték a városba. Denethor azt hitte, hogy a fia halott és elszomorodott, mivel csak ekkor jött rá, hogy szerette Faramirt. Pippin hiába figyelmeztette őt, hogy fia még él, csak orvosolni kellene, a helytartó szomorúságában máglyát készíttetett saját magának és fiának és már minden készen állt a máglyahalálra, már kezdett égni a tűz, mikor megjelent a Fehér Gandalf és kimentette Faramirt, de Denethor helytartó elégett a tűzben.